# Jan Henrik Trøen
Jan Henrik Trøen (* 16. April 1963) ist ein ehemaliger norwegischer Skispringer.

## Werdegang
Trøen startete zwischen 1981 und 1988 im Skisprung-Weltcup. Sein erstes Weltcup-Springen bestritt er am 26. Februar 1981 in Chamonix und konnte dort auf der Normalschanze bereits mit Platz elf in die Punkteränge springen. Dies gelang ihm ebenso in Saint-Nizier. Seine erste Saison beendete er am Ende mit acht Punkten auf dem 62. Platz in der Weltcup-Gesamtwertung. Auch in seinem einzigen Springen in der folgenden Saison in Thunder Bay konnte er erneut Punkte gewinnen. In den folgenden zwei Jahren war Trøen einige Male für einen Weltcup nominiert und erreichte dabei auch mehrmals Weltcup-Punkte. Seine erfolgreichste Saison war 1985/86, bei der er nach guten Ergebnissen, darunter mit Platz fünf in Innsbruck als bestem Einzelergebnis seiner Karriere, am Ende den 37. Platz in der Weltcup-Gesamtwertung belegte. Am 23. März 1986 konnte er außerdem das Europacupspringen in Meldal gewinnen und wurde in dieser Wettkampfserie Neunter in der Endwertung. In der folgenden Saison sprang er noch einmal einen Weltcup in seiner Heimat Oslo und beendete anschließend im Alter von 24 Jahren seine Weltcupkarriere. Im Europacup ging Trøen jedoch noch fünfmal bei Wettbewerben in Norwegen an den Start und konnte am 11. März 1989 in Sprova einen Sieg verbuchen.

## Erfolge

### Weltcup-Platzierungen
| Saison  | Platz | Punkte |
| ------- | ----- | ------ |
| 1980/81 | 62.   | 08     |
| 1981/82 | 55.   | 04     |
| 1982/83 | 40.   | 18     |
| 1985/86 | 37.   | 16     |
| 1987/88 | 55.   | 08     |